# Black Bird
Black Bird (ブラックバード , Burakku Baado) är en manga tecknad av Kanoko Sakurakoji. 
Black Bird handlar om 16-åriga Misao. När Misao blir anfallen av en demon ändras hela hennes liv. Barndomsvännen Kyo återvänder för att rädda henne och ta hand om hennes skador, något som Kyo gör med sin tunga.  Det visar sig att Misao är "profetians brud", vars blod skänker kraft åt den demonklan som värvar henne. De flesta demoner nöjer sig helt enkelt med att vilja sluka henne, så nu måste hon försöka hålla sig vid liv, samtidigt som hon måste avgöra om hon verkligen gillar att Kyo dreglar under hennes bandage.